# (29249) Hiraizumi
(29249) Hiraizumi ist ein Asteroid des Hauptgürtels, der am 26. September 1992 vom japanischen Amateurastronomen Tsutomu Seki vom Geisei-Observatorium aus (IAU-Code 372) in der Präfektur Kōchi entdeckt wurde.
Benannt wurde der Asteroid nach der Stadt Hiraizumi in der japanischen Präfektur Iwate, die ihre Blütezeit im 12. Jahrhundert als Residenz der Ōshū-Fujiwara erlebte.